# Mancelona (Michigan)
Mancelona – wieś w Stanach Zjednoczonych, w stanie Michigan, w hrabstwie Antrim.